# Finlands krigsminister
Finlands krigsminister (finska: sotaministeri) är en numera avskaffad ministerpost. Ämbetet existerade mellan 1918 och 1922. Titeln krigsminister togs i bruk av regeringen Ingman I. I den föregående regeringen ledd av Juho Kusti Paasikivi som fortfarande kallades senaten för Finland var den motsvarande ministerns (senatorns) titel chef för militieexpeditionen (finska:sota-asiain toimituskunnan päällikkö). Krigsministern var chef för krigsministeriet. Ämbetet ersattes från och med regeringen Cajander I av Finlands försvarsminister. Alla Finlands krigsministrar, inklusive Wilhelm Thesleff som chef för militieexpeditionen, var partipolitiskt obundna.
| Bild | Namn             | Tillträdde  | Avgick           | Senat       |
| ---- | ---------------- | ----------- | ---------------- | ----------- |
|      | Wilhelm Thesleff | 27 maj 1918 | 27 november 1918 | Paasikivi I |

## Lista över Finlands krigsministrar
| Bild | Namn            | Tillträdde       | Avgick           | Regering            |
| ---- | --------------- | ---------------- | ---------------- | ------------------- |
|      | Rudolf Walden   | 27 november 1918 | 15 augusti 1919  | Ingman I K. Castrén |
|      | Karl Emil Berg  | 15 augusti 1919  | 15 mars 1920     | Vennola I           |
|      | Bruno Jalander  | 15 mars 1920     | 9 april 1921     | Erich               |
|      | Onni Hämäläinen | 9 april 1921     | 3 september 1921 | Vennola II          |
|      | Bruno Jalander  | 3 september 1921 | 2 juni 1922      | Vennola II          |